# Дори-Наджафабади, Корбанали
Аятолла Корбанали Дори-Наджафабади (перс. قربانعلی دری نجف‌آبادی‎, р. 3 декабря 1950, Неджефабад) — государственный и религиозный деятель Ирана, министр разведки и национальной безопасности в 1997—2000, генеральный прокурор Ирана в 2005—2009.
Из-за причастности Дори-Наджафабади к серьезным нарушениям прав человека, в том числе в Центре заключения Кахризаке, ему запрещен въезд в Европу, а его активы в Европе заморожены.

## Биография

### Ранние годы и образование
Родился 3 декабря 1950 года в Неджефабаде. Окончил курс в религиозной школе Хагани, имеет титул аятоллы.

### Дори-Наджафабади во главе разведки
В 1997—2000 Дори-Наджафабади занимал пост министра разведки и национальной безопасности в кабинете президента Мохаммада Хатами, но продержался на этом посту недолго. В его бытность министром разразился скандал в связи с обвинениями министерства в убийстве 70 известных журналистов и политических деятелей, выступавших с критикой политического режима в Иране. После длительного расследования Дори-Наджафабади признал обоснованность подобных обвинений и в феврале 2000 подал в отставку. Вся ответственность за ликвидацию оппозиционеров при этом была возложена на Саида Эмами — заместителя Али Фаллахиана — предшественника Дори-Наджафабади на посту министра разведки, который в июне того же года скончался в тюрьме в результате «самоубийства».
6 января 1999 года министр разведки Дори-Наджафабади признал причастность некоторых из своих агентов к убийствам оппозиционных журналистов и политиков, но заявил, что ни одно высокопоставленное должностное лицо министерства не знало об этих убийствах.
19 декабря 2000 года Дори-Наджафабади подал в отставку, и его место занял Али Юнеси. В декабре того же года 18 агентов иранской разведки предстали перед судом. Эти события позже были названы реформистским кабинетом президента М. Хатами «цепными убийствами».

### Генеральный прокурор
В 2005—2009 был генеральным прокурором Исламской Республики Иран. В августе 2009 года был уволен со своего поста новым главой Судебной власти Ирана Садиком Лариджани, а на его место был назначен Голям Хоссейн Мохсени-Эджеи. В настоящее время является пятничным имамом в Эраке.

## Обвинения
Во время пребывания Дори-Наджафабади на посту главы разведывательной службы имели место цепных убийств активистов оппозиции, ответственность за которые взял на себя его заместитель Саид Эмами. Дори-Наджафабади подал в отставку и был заменен на Али Юнеси. В судебном процессе против убийц бывшего министра труда Дариуша Форухара и его жены Парванех Эскандари Форухар с судебными документами ознакомилась адвокат Ширин Эбади, представлявший дочь убитой пары. Согласно заявлениям, в судебных документах были обнаружены приказы Дори-Наджафабади относительно заказных убийств; а также, осужденные убийцы находились на дежурстве в момент совершения преступления, о чем свидетельствуют счета за сверхурочную работу. В качестве следующей жертвы убийц называлась правозащитница и юрист Ширин Эбади.
Также, будучи в должности генерального прокурора, правозащитники обращали внимание на преследование последователей веры Бахаи и судебные процессы над ними.

## Взгляды
В 2008 году Дори-Наджафабади выступил с заявлением, что такие игрушки, как куклы Барби, Бэтмен и Гарри Поттер, являются «культурно деструктивными и социально опасными», которое может оказать разрушительное влияние на молодежь страны. Это его заявление вызвало в обществе ажиотаж.